# Rémy Sautter
Pour les articles homonymes, voir Sautter.
Rémy Sautter, né le 15 avril 1945, est un haut fonctionnaire et administrateur français.

## Biographie
Titulaire d'une licence de droit, diplômé de l’Institut d’études politiques de Paris, et ancien élève de l'ENA, il entre à la Caisse des dépôts et consignations en 1971 comme trésorier adjoint puis chargé de mission auprès du conseiller financier aux États-Unis de 1975 à 1977.
En 1981 il est nommé conseiller technique aux affaires financières et budgétaires au cabinet du ministre de la Défense, il devient directeur financier du groupe Havas en 1983. Il est nommé en 1985, vice-président du pôle radio RTL en France jusqu'en 1996. Devenu directeur général de la CLT-UFA il devient président directeur général  de RTL Radio en Octobre 1985, en remplacement de Jacques Rigaud poste qu'il occupe jusqu'en 2002 date ou il devient président du conseil de surveillance de Ediradio. 
Il est cousin germain de l'homme politique socialiste Christian Sautter.

## Fonctions et mandats sociaux
Actuel
- Président directeur général de Immobilière Bayard d'Antin
- Président du conseil de surveillance de Ediradio RTL
- Administrateur de SERC-Fun Radio SA
- Administrateur de RTL Belux SA
- Administrateur de SASP Football Club des Girondins de Bordeaux
- Administrateur de Solocal SA
- Administrateur de Partner Reinsurance Ltd
- Président de Technicolor SA
- Censeur de HGL gestion
- Représentant permanent de CLT-UFA, administrateur de Sodera SA (RTL2)
- Représentant permanent de Ediradio, administrateur de IP France SA[6]
- Représentant permanent de Bayard d'Antin, administrateur de IP Région SA
- Administrateur de TVI SA

Passé
- Administrateur de Channel Five SA
- Président de Channel Five SA
- Administrateur de Navimo-Duke Street Capital (en)

## références
1. ↑  « Rémy Sautter », sur Les Echos, 21 octobre 2005 (consulté le 19 mai 2020)
2. ↑  Martine ESQUIROU, « Rémy Sautter, codirecteur général de la CLT-UFA: «Nous négocions avec Leo Kirch». », sur Libération.fr, 15 janvier 1997 (consulté le 19 mai 2020)
3. ↑  « Rémy Sautter remplace Jacques Rigaud à la présidence de RTL », Stratégies,‎ 3 juillet 2000 (lire en ligne, consulté le 15 août 2020).
4. ↑  « M. RÉMY SAUTTER DEVIENT DIRECTEUR GÉNÉRAL DE RTL », Le Monde.fr,‎ 22 octobre 1985 (lire en ligne, consulté le 19 mai 2020)
5. ↑  « Pourquoi Sautter peut surprendre », sur LExpansion.com, 18 novembre 1999 (consulté le 19 mai 2020)
6. ↑  Régie publicitaire des filiales radio et télévision du groupe RTL
7. ↑  Avis de convocation 2014 pour l'assemblée générale mixte du groupe M6 du 5 mai 2014  page 30